# 中原准一
中原 准一（なかはら じゅんいち、1946年 - ）は、日本の農業経済学者。農学博士（北海道大学）。専門は、農業経済学、農業市場論。札幌大谷大学特任教授。北海道富良野市出身。
1964年北海道富良野高等学校卒業。1968年弘前大学文理学部卒業。1973年（昭和48年）北海道大学大学院農学研究科博士課程修了（恩師：川村琢）。同年、酪農学園大学酪農学部助手。1974年（昭和49年）酪農学園大学酪農学部農業経済学科講師。その後、1984年に酪農学園大学酪農学部農業経済学科助教授。1991年同酪農学部教授。1992年デンマーク王立獣医農業大学に留学。1998年酪農学園大学環境システム学部開設に伴い経営環境学科教授。2005年酪農学園大学環境システム学部生命環境学科教授。2012年酪農学園大学教育センター特任教授（2014年まで）。2014年札幌大谷大学社会学部特任教授。
1987年 北海道大学 農学博士　論文は「農民的酪農の形成に関する実証的研究」。

## 主著
- 湯沢誠編『北海道農業論』（共著, 日本経済評論社, 1984年）
- 『WTO交渉と日本の農政―問われる食の安全・安心』（筑波書房, 2005年）